# Phiala polita
Phiala polita is een vlinder uit de familie van de Eupterotidae. De wetenschappelijke naam van de soort is voor het eerst voorgesteld door William Lucas Distant in een publicatie uit 1897.
De spanwijdte van het mannetje bedraagt 40 millimeter.
De soort komt voor in Zuid-Afrika.